# Plusiodonta excavata
Plusiodonta excavata là một loài bướm đêm trong họ Noctuidae.